# Knemodynerus australensis
Knemodynerus australensis är en stekelart som först beskrevs av Giordani Soika 1986.  Knemodynerus australensis ingår i släktet Knemodynerus och familjen Eumenidae. Inga underarter finns listade i Catalogue of Life.